# Marya Freund
Marya Freund (Breslau, avui Wroclaw, Polònia, 12 de desembre de 1876 – París, 21 de maig de 1966) fou una soprano polonesa nacionalitzada francesa, destacada per treballar amb molts compositors contemporanis, entre els quals Arnold Schoenberg, Stravinski o Poulenc.
Abans de dedicar-se al cant estudià el violí a Berlín amb mestres famosos com Ivan Zajc i Pablo Sarasate. Després, va estudiar cant amb Julius Stockhausen, Raimund von Zur Mühlen i Ernesto Colli. El 1909, després d'una acurada preparació, inicià la seva carrera com a cantant, especialitzant-se en la música de cambra i en el repertori de concert, pel qual gaudí de la predilecció dels principals directors d'orquestra de la primera part del segle xx, entre els quals Arthur Nikisch, Willem Mengelberg, Pierre Monteux, Gabriel Pierne i Camille Chevillard, Wilhelm Furtwängler, Hermann Scherchen o Gustave Doret, entre d'altres. Fou admirada intèrpret de lieder alemanys, encara que també de música contemporània i, així, Freund fou una de les primeres cantants a interpretar música de 12 tons.
Marya Freund figura entre les primeres intèrprets dels Gurre-Lieder d'Arnold Schoenberg –que estrenà a Viena el 1913– i del Pierrot Lunaire Op. 21 del mateix Schönberg, del Sócrate de Satie, així com de les obres de Stravinski, Ravel, Kodály, de Falla, Bloch, Poulenc, Prokófiev, Casella, Malipiero o Pizzetti.
Durant molts anys fou directora del Conservatori de Lausana, on impartí diversos cursos de perfeccionament.